# بات ساعي البريد
بات ساعي البريد (بالإنجليزية: Postman Pat)‏ هو مسلسل أطفال كرتوني بريطاني يعمل بتقنية الحركة المتوقفة. موجه لفئة أعمار الأطفال ماقبل المدرسة. يتعلق عن مغامرات ساعي البريد بات كليفتون مع قطته في قرية غرينديل (مستوحاة من قرية لونغزليديل في كمبريا).

## روابط خارجية
- بات ساعي البريد على موقع IMDb (الإنجليزية)
- بات ساعي البريد على موقع ميوزك برينز (الإنجليزية)
- بات ساعي البريد على موقع كينوبويسك (الروسية)
- بات ساعي البريد على موقع ألو سيني (الفرنسية)
- بات ساعي البريد على موقع قاعدة بيانات الفيلم (الإنجليزية)